# Agorius borneensis
Agorius borneensis là một loài nhện trong họ Salticidae.
Loài này thuộc chi Agorius. Agorius borneensis được Edmunds & Jerzy Prószyński miêu tả năm 2001.